# Cathédrale Sainte-Marie de Kilkenny
Cette  cathédrale ne doit pas être confondue avec une autre cathédrale de Kilkenny.
 D’autres cathédrales portent le nom de cathédrale Sainte-Marie.
La cathédrale Sainte-Marie de Kilkenny, également appelée église de Saint-Kieran ou cathédrale de l’Assomption, est une cathédrale catholique irlandaise. Elle est située sur la James’s Street. Elle est le siège du diocèse catholique d'Ossory, existant depuis 549.

## Description
Sainte-Marie a été dessinée par l’architecte William Deane Butler (v. 1794 – 1857), choisi en 1842 par l’évêque William Kinsella (1793 – 1845). La construction commence en avril 1843 et s’achève en 1857, incluant donc la période de la Grande Famine. Elle est inaugurée le 4 octobre 1857, en une cérémonie de 2 h 45 commencée à 6 h 15. Le coût total de l’édifice est estimé à 25 000 £.
Sainte-Marie est construite en pierre calcaire, extraite localement. La cathédrale a un plan en croix, et son style est décrit comme du « gothique anglais précoce ». Elle est vraisemblablement inspirée de la cathédrale anglaise de Gloucester. Elle est située au point le plus haut de la ville de Kilkenny et sert aisément de point de repère.
Elle présente une sculpture d’une Vierge à l’Enfant de Giovanni Maria Benzoni (de) (1809 – 1873).

## Galerie

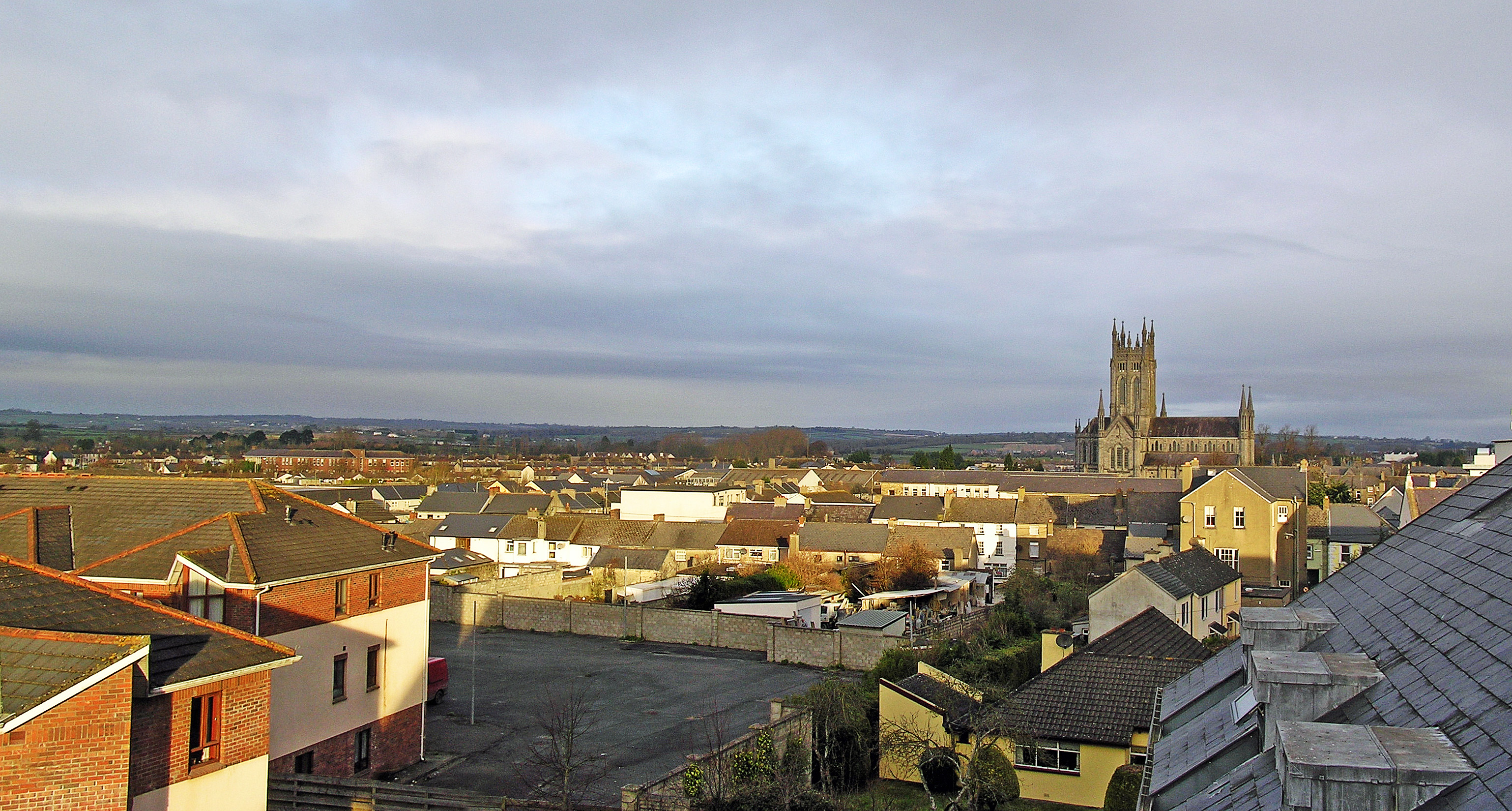
Panorama sur la ville avec la cathédrale au fond.
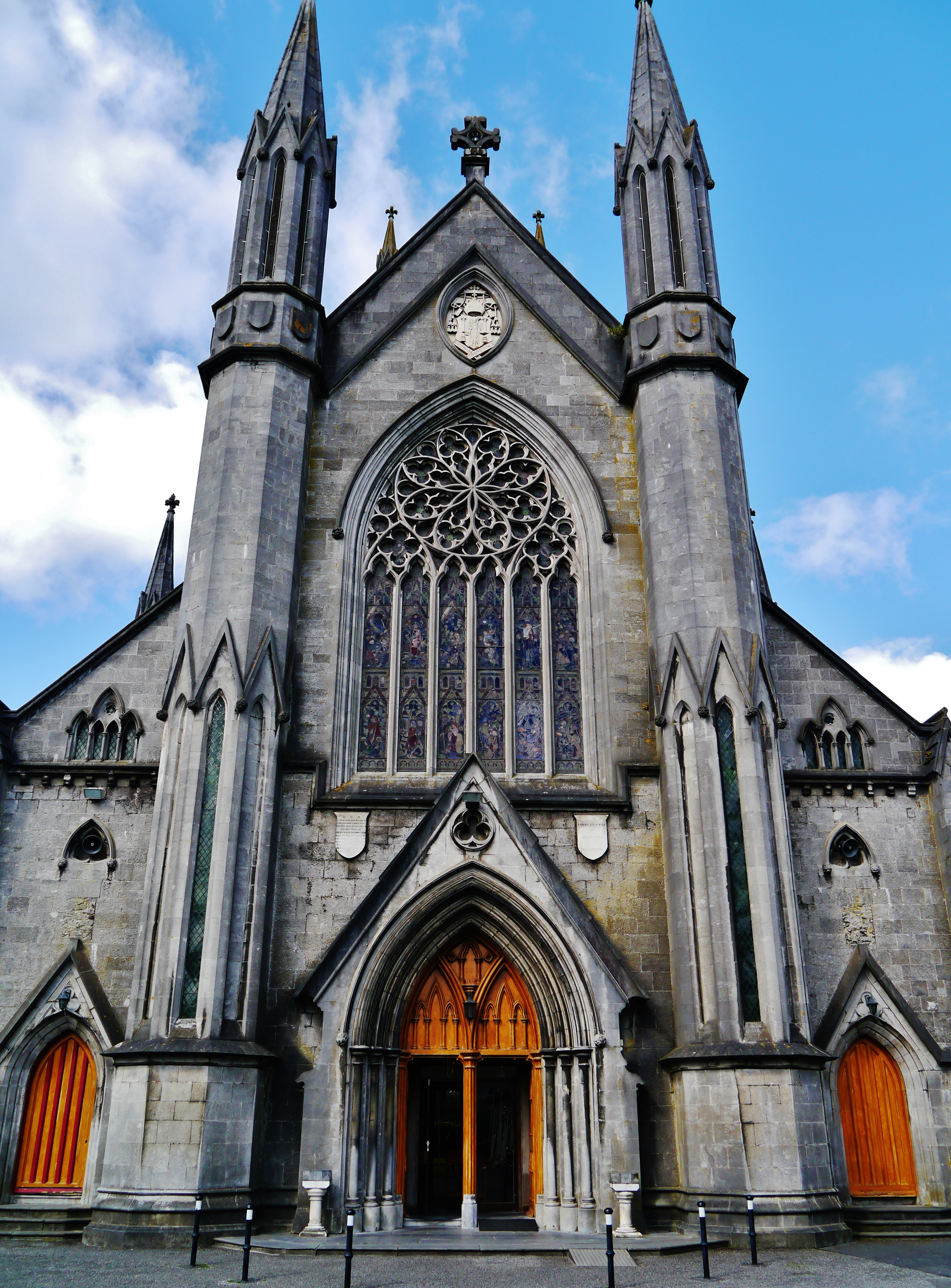
Le portail principal.
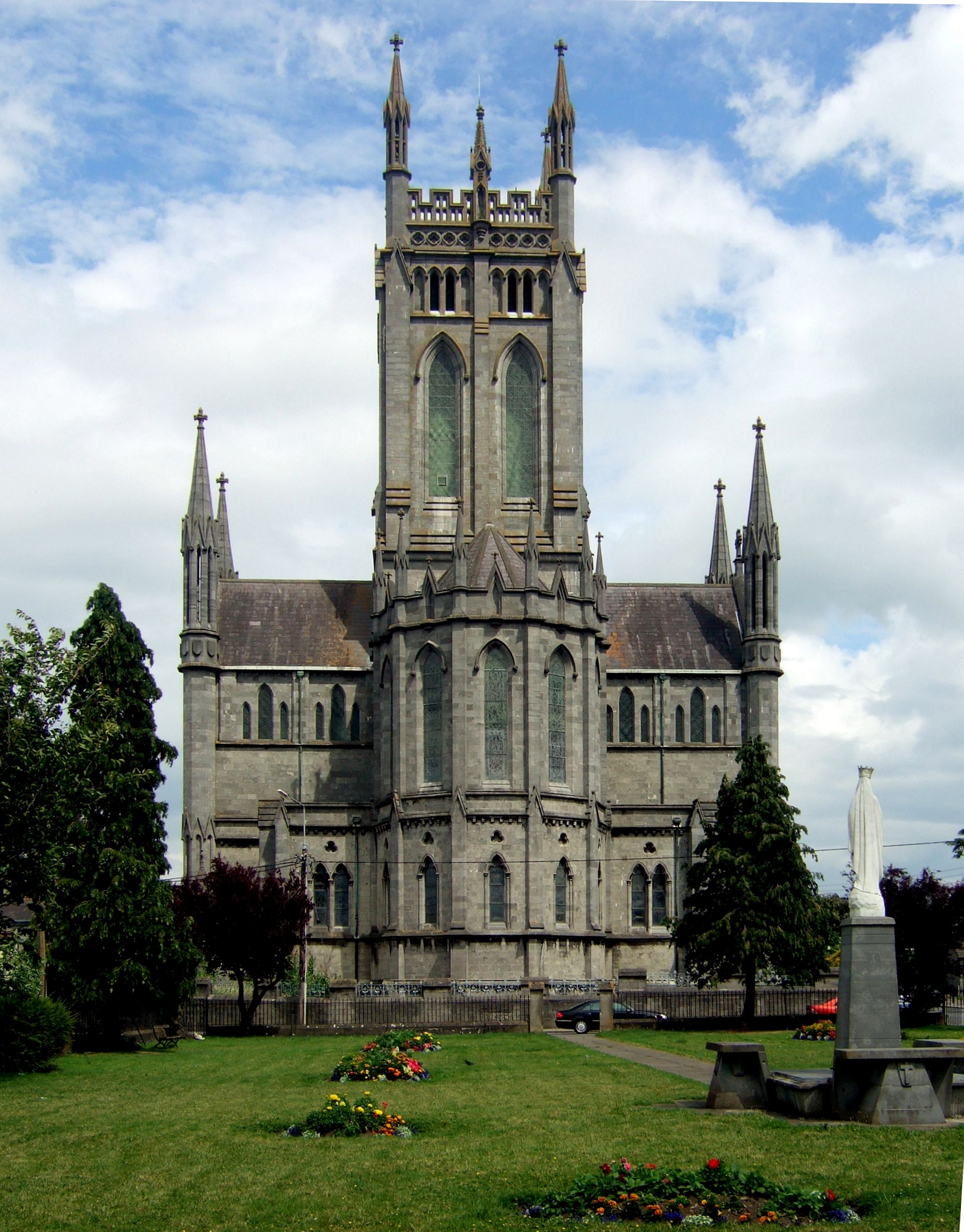
Le chevet, le transept et le clocher.
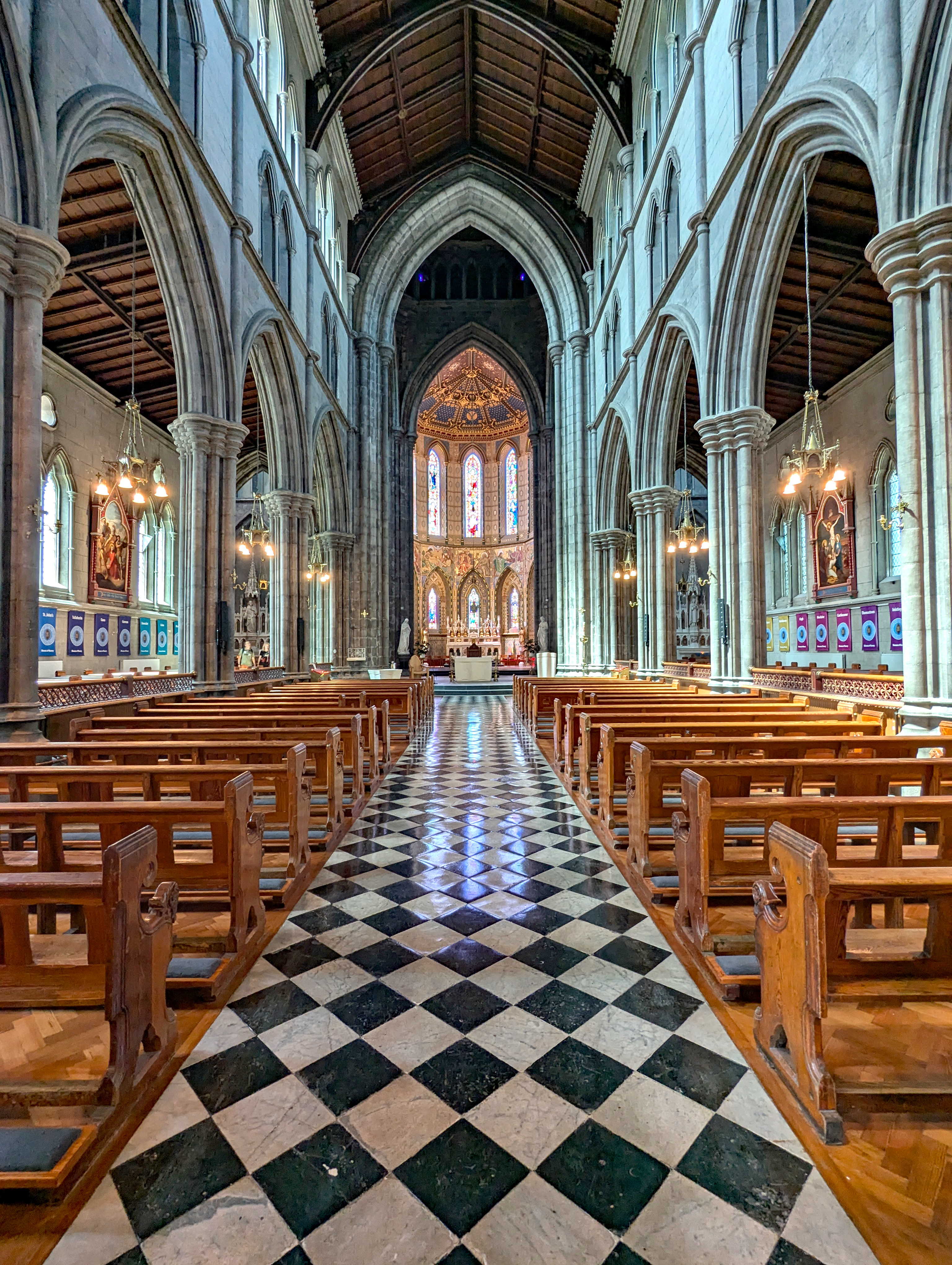
La nef vers le chœur.
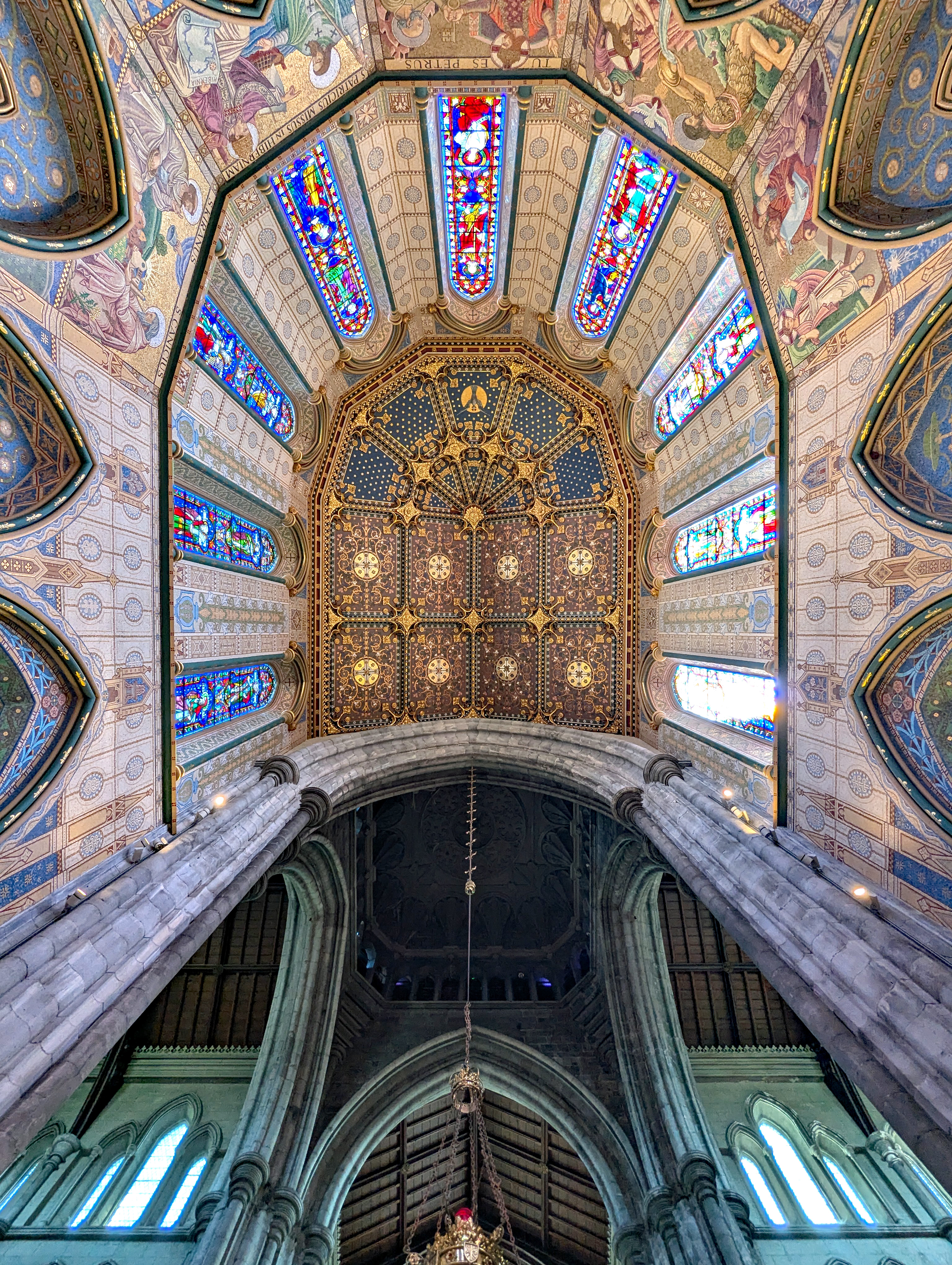
Voûte du chœur.
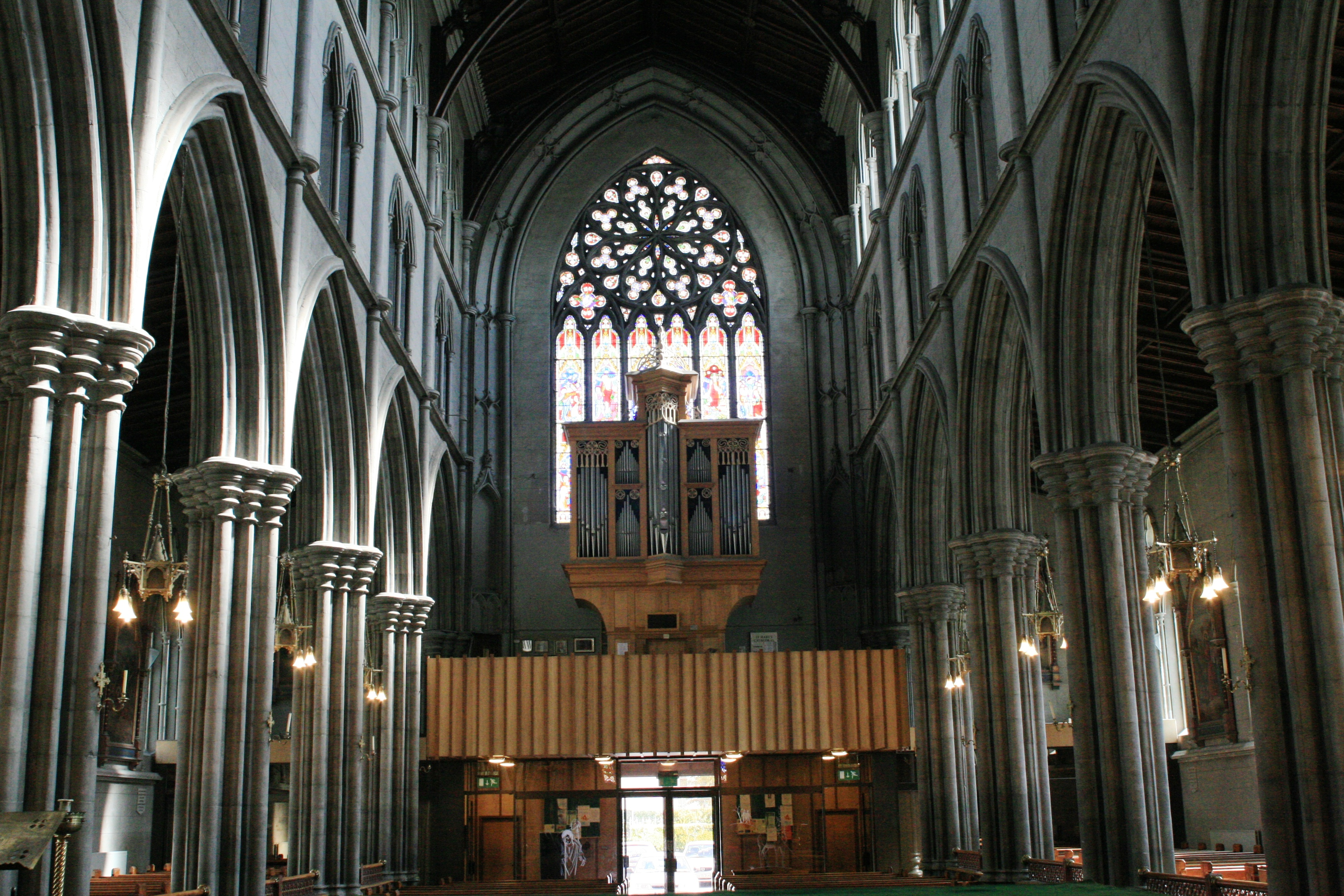
Nef et orgue.
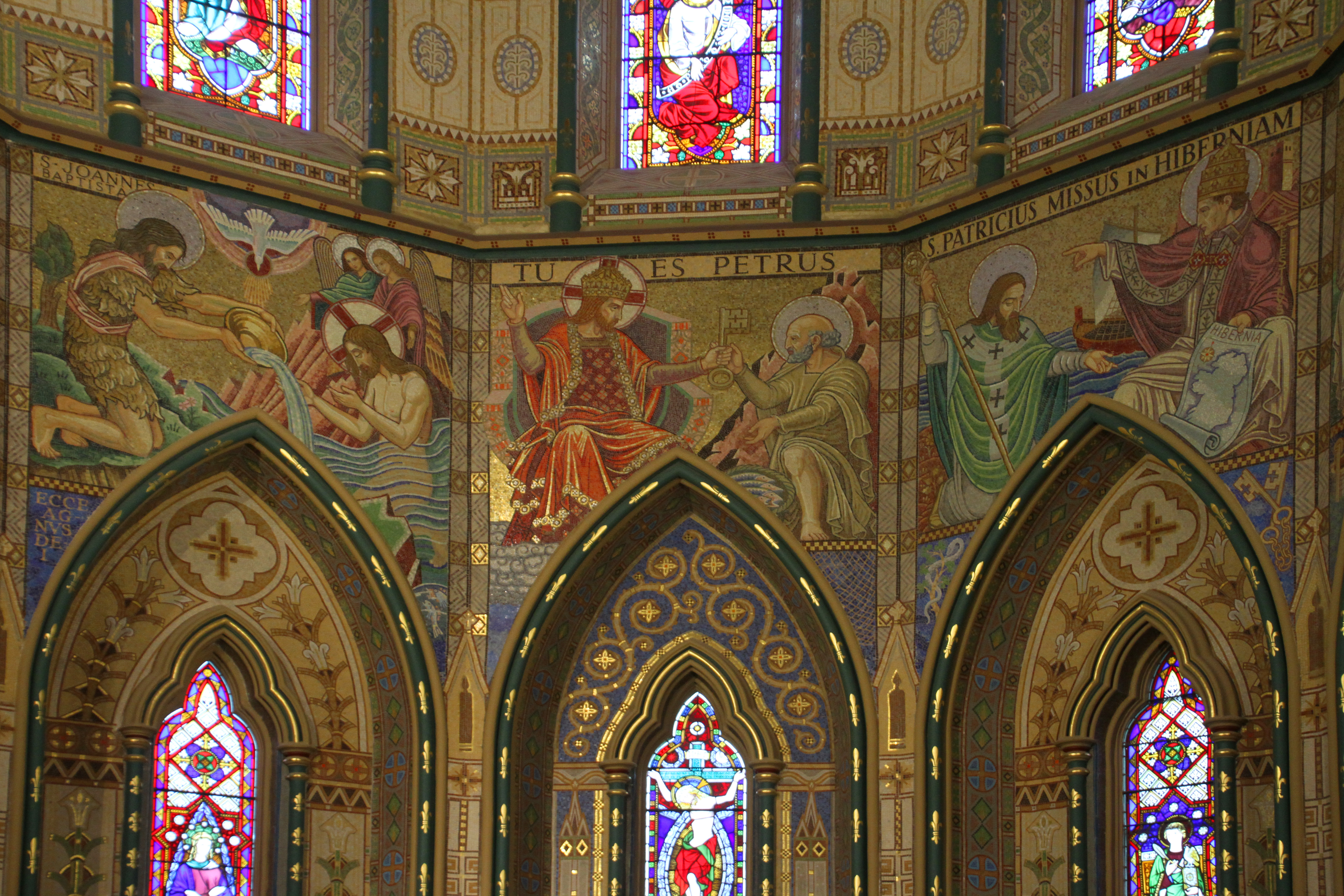
Décoration de l'abside.

## Source
- (en) Cet article est partiellement ou en totalité issu de l’article de Wikipédia en anglais intitulé « St. Mary's Cathedral, Kilkenny » (voir la liste des auteurs).